# بوسه فرانسوی (فیلم ۲۰۱۱)
بوسه فرانسوی (انگلیسی: French Kiss) فیلمی در ژانر کمدی رمانتیک است که در سال ۲۰۱۱ منتشر شد.